# Brewerton, New York
Brewerton, New York (енгл. Brewerton) насељено је место без административног статуса у америчкој савезној држави Њујорк.

## Демографија
По попису из 2010. године број становника је 4.029, што је 576 (16,7%) становника више него 2000. године.
| Група             | 2000.         | 2010.         |
| Белци             | 3.330 (96,4%) | 3.802 (94,4%) |
| Афроамериканци    | 25 (0,7%)     | 52 (1,3%)     |
| Азијати           | 20 (0,6%)     | 31 (0,8%)     |
| Хиспаноамериканци | 26 (0,8%)     | 61 (1,5%)     |
| Укупно            | 3.453         | 4.029         |